# Galerie St. Pietri
Galerie St. Petri est une galerie d’avant-garde ouverte à Lund en Suède par Jean Sellem, un artiste français qui a émigré en Suède en 1970 et est actuellement professeur d’histoire de l’art à l’Université de Lund et éditeur.
À partir de 1970, la galerie dont le nom complet est « Galerie St Petri –Archive of Experimental and Marginal Art » est devenue un forum international de l’Art conceptuel et de l’Art performance en collaborant avec des artistes du groupe Fluxus comme Eric Andersen, Ken Friedman, Tomas Schmit et en organisant des expositions individuelles d’artistes comme Christian Boltanski, John Fekner, Arne Groh, Yoko Ono, Nam June Paik, Endre Tót, Jarosław Kozłowski, Jacek Tylicki, Krzysztof Wodiczko et beaucoup d’autres. 
En 1989, lors de l’exposition rétrospective du groupe Internationale situationniste au 
Centre national d'art et de culture Georges-Pompidou à Paris, Jean Sellem a obtenu un poste de professeur honorifique Bauhaus situationniste.